# Lomaria confinis
Lomaria confinis là một loài dương xỉ trong họ Blechnaceae. Loài này được Cordem. mô tả khoa học đầu tiên năm 1890.
Danh pháp khoa học của loài này chưa được làm sáng tỏ.